# Christian 1.
 Der er flere personer med dette navn, se Christian 1. (flertydig).
Christian 1. (født februar 1426, død 21. maj 1481) var konge af Danmark 1448–1481, af Norge 1450–1481 og af Sverige 1457–1464 samt hertug af Slesvig og greve (fra 1474: hertug) af Holsten fra 1460 til 1481. Han var søn af greveparret Didrik den Lykkelige af Oldenburg og Hedevig af Holsten, der nedstammede fra Erik Klippings datter Richiza. Med sin tiltrædelse som konge d. 1. september 1448 blev han den første konge af den oldenborgske slægt, som besteg den danske trone.
Efter Christoffer af Bayerns død i 1448, blev han på sin morbror Hertug Adolf af Slesvig anbefaling Danmarks konge. Efter, at han i 1450 også var blevet Norges og i 1457 Sveriges konge, blev Kalmarunionen genoprettet. Efter hertug Adolfs død i 1460 blev han tillige hyldet som hertug af Slesvig og greve af Holsten mod at bekræfte ridderskabets rettigheder og love, at de to lande skulle "blive evigt udelte sammen". I 1463 løsrev Sverige sig, og Christians forsøg på en generobring endte med nederlag i slaget ved Brunkebjerg i 1471. I 1470'erne tog han på flere kostbare rejser, i 1474 til Pave Sixtus 4., der gav tilladelse til oprettelse af Københavns Universitet, som åbnede i 1479.

## Liv og gerning

### Tidlige liv
Christian blev født i februar 1426 i Oldenburg i det nordvestlige Tyskland som den ældste søn af Grev Didrik den Lykkelige af Oldenburg (1390-1440) i hans andet ægteskab med Hedevig af Holsten (1398-1436). Han havde to yngre brødre, Moritz og Gerhard og en søster, Adelheid.
Gennem sin far tilhørte han Huset Oldenborg, en grevelig slægt som siden 1100-tallet havde været bosat i egnen vest for floden Weser i Nordtyskland. Fra de to stærke borge Oldenburg og Delmenhorst havde slægten efterhånden udvidet sit herredømme over de omkringboende frisiske stammer. Grev Didrik den Lykkelige, Christians far, fik sit tilnavn, da han havde samlet og udvidet slægtens besiddelser.
Deres mor Hedevig var en datter af Grev Gerhard 6. af Holsten og søster til Hertug Adolf af Slesvig. De unge grever nedstammede gennem deres mor også fra det danske kongehus gennem Hedevigs tipoldemoder Richiza, der var datter af Kong Erik Klipping. Fra farfaderen, Christian 5. af Oldenburg, nedstammede Christian tillige fra Erik Plovpenning, mens han gennem mormoderen nedstammede fra kong Abel.
Om Grev Christians ungdom ved vi kun lidt. Ved faderens død i 1440 efterfulgte Christian og hans brødre Morits og Gerhard ham som greve af Oldenburg. Han opholdt sig et stykke tid ved den tysk-romerske kejser Frederik 3.’s hof. Men af langt større betydning for hans fremtid blev det, at hans morbror Hertug Adolf tog sig af hans opdragelse. Den barnløse hertug ønskede nemlig at gøre ham til sin arving i sine fyrstendømmer, og det lykkedes også Adolf at få Christian hyldet som sin efterfølger i Slesvig. Ved hans hof og under hans ledelse fik den unge grev Christian også rig lejlighed til at stifte erfaring med politiske forhold, hvad der siden skulle blive ham til stor nytte.

### Kalmarunionen uden arving
Ved Christoffer af Bayerns pludselige død den 6. januar 1448 stod Norden uden konge og uden naturlige arvinger til tronen, da Christoffer døde barnløs. Det danske Rigsråd tilbød tronen til hertug Adolf 1. af Slesvig (også kaldet Adolf 8. af Holsten), der var tip-tip-oldebarn af Erik Klipping. Men Adolf, der på det tidspunkt var 47 år, takkede nej og pegede i stedet på sin søstersøn, grev Christian af Oldenburg. Christian måtte imidlertid forinden udtrykkeligt love Adolf at overholde bestemmelsen i barnekongen Valdemar 3.s håndfæstning, den såkaldte Constitutio Valdemariana fra 1326, om, at Sønderjylland (dvs. Hertugdømmet Slesvig) og kongeriget aldrig måtte forenes under samme regent.
Det danske rigsråd stillede som betingelse, at Christian skulle gifte sig med forgængeren, Christoffer af Bayerns enke, Dorothea af Brandenburg. Rigsrådet udfærdigede en håndfæstning, hvoraf blandt andet fremgik, at ingen udlænding måtte få len eller optages i rigsrådet, og at der ikke måtte træffes nogen vigtige foranstaltninger uden om rigsrådet. Forhandlingerne trak noget i langdrag, fordi rigsrådet gerne ville enes med Sverige og Norge om valget, men da svenskerne i juni 1448 på egen hånd havde valgt Karl Knutsson til konge, enedes det danske rigsråd nu med Christian. Den 1. september udstedte denne i Haderslev en foreløbig håndfæstning (en endelig blev aldrig udfærdiget), og den 28. september blev han hyldet på Viborg Landsting. Samtidig trolovedes han med Christoffer’s unge enke, Dorothea af Brandenburg. Året efter holdtes brylluppet den 26. oktober, og to dage senere blev Christian kronet i Vor Frue Kirke i København.
Ved kroningen stod Christian med flere problemer. Indadtil var det vigtigste problem, at kongen fattedes indtægter. Allerede under Erik af Pommern var store dele af riget blevet bortforlenet, og denne situation havde ikke ændret sig under Christoffer af Bayern. Det betød, at Christian kun havde få og utilstrækkelige indkomster. Samtididig indebar det dobbelte kongevalg, at Kalmarunionen var blevet brudt, og de to nyvalgte konger stræbte begge efter at få magten i Norge. Også det gamle svenske lydland Gotland gav anledning til problemer, siden det efter Valdemar Atterdags erobring i 1361 aldrig var blevet knyttet til Sverige igen. Her sad den afsatte unionskonge Erik af Pommern og herfra drev han sørøveri til skade for handelen. Kort efter sin kroning sendte Karl Knutson en hærstyrke til Gotland, men da Erik mærkede, at han ikke kunne forsvare sig, lod han en dansk besætning komme ind i Visborg, mens han selv drog til Pommern, og sommeren 1449 sluttedes der et forlig mellem hærene, hvorved afgørelsen af Gotlands fremtidige stilling blev henskudt til et fredsmøde, der året efter skulle afholdes i Halmstad.
På dette tidspunkt havde det norske rigsråd besluttet at tage Christian til konge, men i den følgende vinter kom Karl Knutson personlig til Norge og blev kronet i Trondhjem i december 1449. Halmstadmødets afgørelse blev imidlertid meget gunstig for Christian, idet de 24 danske og svenske rigsråder, der mødtes den 2. maj 1450, bestemte, at Karl skulle give afkald på Norge, og at den længst levende af de to konger skulle anerkendes i alle 3 riger, mens spørgsmålet om Gotland blev udsat igen. Uvillig måtte Karl Knutson bøje sig for denne beslutning, og Christian kunne drage til Norge for at blive kronet i domkirken den 2. august 1450. I Bergen sluttedes den 29. august 1450 en nøje forening mellem Danmark og Norge, og da Dorothea havde født kongen en søn, fik denne navnet Oluf efter Norges skytspatron.
Besiddelsen af de to riger måtte i længden give Christian overvægten over Karl Knutson. De krige, der blev ført mellem dem fra 1452 af, var ikke afgørende, det blev derimod, at unionspartiet i Sverige i 1457 rejste sig mod Karl under ledelse af ærkebispen Jens Bengtsson (Oxenstierna), og Karl Knutsson måtte flygte til Danzig. I juli kunne Christian holde sit indtog i Stockholm og blev kronet i Uppsala. Således var alle 3 riger atter forenede, og året efter antoges Christians søn Hans til hans efterfølger (den først fødte søn, Oluf, var død i en spæd alder, ligesom en anden søn, Knud).

### Personalunionen med hertugdømmerne
Kort efter, at Christian var blevet unionskonge, viste der sig på en helt anden kant mulighed for en væsentlig magtudvidelse for Christian, idet hertug Adolf døde den 4. december 1459. Der var i Slesvig og Holsten megen uenighed om hvem, man skulle anerkende som herre, men ridderskabet var dog enigt om at vælge den samme fyrste i begge lande, og valget faldt da på Christian, som til gengæld måtte denne stadfæste rådets og ridderskabets rettigheder, indrømme stænderne valgret også for fremtiden og endelig love, at de to lande "evig skulle blive tilsammen udelte" (Up ewig ungedeelt).
Christian satte et råd på 12 stormænd til at forvalte hertugdømmerne. Kongen måtte betale kompensationer for denne udvidelse af riget, hvilket oversteg hans økonomiske formåen. Størsteparten af de len, der udgjorde Christians besiddelser, var ejet af nogle få magtfulde adelsslægter, der ikke betalte skat til kongen. Christian blev tvunget til at øge skattetrykket, og han blev nødt til at pantsætte en del af sine len for at finansiere dette, så han kom snart ud i en bundløs gæld. Men nu trådte Dorothea til. Hun havde opbygget en pæn formue, pantsatte sine smykker, og for egne penge købte hun lenene tilbage. Hun gav dem dog ikke til kongen, men beholdt dem selv som pant.
Senere opnåede Christian yderlige fremgang, da den tyske kejser Frederik III på den tyske rigsdag i Regensburg i 1473 officielt forlenede ham med Ditmarsken, der formelt hørte under ærkebispen af Hamborg-Bremen men reelt var en uafhængig bonderepublik. Hidtil havde de holstenske besiddelser formelt kun bestået af grevskabet Holsten og grevskabet Stormarn, nu blev de forenede med Ditmarsken og ophøjet til et hertugdømme direkte under kejseren.

### Pengesorger
Umiddelbart fremstod Christian nu som en mægtig fyrste: han var blevet konge over de tre nordiske riger og tillige herre over hertugdømmerne Slesvig og Holsten. I virkeligheden var hans stilling svag: i Sverige var det danske overherredømme ikke populært i befolkningen, og forbindelsen mellem rigerne blev i virkeligheden sikret gennem et mindre antal store adelsslægter, der havde godser og familieforbindelser i begge riger. Også i Slesvig og Holsten var der problemer: Christian havde måtte afgive store pengeløfter både til Schauenburgerne og til sine brødre, der mente at kunne gøre krav gældende. For at skaffe penge til disse betalinger måtte Christian udskrive skatter, hvilket gjorde ham upopulær i Sverige og bevirkede et modsætningsforhold til ærkebiskop Jens Bengtsson, der endog blev ført som fange til Danmark i 1463. Dette fik biskop Ketil af Linköping til at rejse en opstand, og almuen tvang stormændene til at kalde Karl Knutson tilbage. Ny modstandere fik Christian, da han brød med den mægtige adelsslægt Thott, der havde udstrakte len og store godser både i Danmark og Sverige.
Samtidig voldte pengeforholdene de største vanskeligheder i Slesvig og Holsten, og da Christian udnævnte sin broder Gerhard til statholder her i 1469, viste det sig snart, at denne stræbte efter at erhverve landene for sig selv, og han måtte atter afsættes i 1470. Efter Karl Knutsons død førte Christian personlig en hær til Stockholm, men ved Slaget ved Brunkebjerg led han et afgørende nederlag den 10. oktober 1471, og der efter opgav han ethvert forsøg på med væbnet magt at få sit herredømme i Sverige anerkendt. I realiteten var Sverige atter tabt.

### Christians modspil
Nok så alvorlig for Christian var de mange pantsatte len. Dels betød de manglende indkomster for kronen, dels betød de, at kongen ikke havde ret til at udpege befalingsmyndigheden på de pantsatte slotte. Der fandtes omkring 40 slotte og 150 herreder i riget. En del af de slotte, der hørte under kronen, var overdraget dronning Dorothea som livgeding, og flere fulgte efter, men omkring halvdelen af rigets slotte var i hænderne på højadelen, og endnu flere var i hænderne på andre adelige. For Christian måtte det blive et mål at få brudt denne adelens magt, men det var svært med de begrænsede indkomstkilder, han havde til rådighed. I første omgang fik han i 1459 rigsrådets samtykke til, at der måtte ske en beskatning af lensindtægterne: alle lensmænd skulle betale 10% af deres indkomster, pantelen dog kun 5%. I 1466 gentoges det, nu var satserne dog 33% og 25%. I 1466 og 1469 udnævnes Niels Eriksen Gyldenstierne til kammermester, hvorved noget af rigshofmesterens økonomiske kompetence flyttes fra denne. I foråret 1467 lykkedes det kongen at overtage Varberg, og på de efterfølgende landstingsmøder gav repræsentanterne kongen medhold i, at han kunne gribe mere effektivt ind over for lensmænd, der begik overgreb mod almuen. Ved den første danske stænderrigsdage den 28. oktober 1468 i Kalundborg lykkedes det kongen at få fastslået, at slotte, der plejede at ligge til kongens fadebur, atter skulle lægges der under samt at købstadsskatter dette år skulle tilfalde kronen, også selv om de var forlenede bort. Endelig den 20. november 1468 fik kongen medhold i, at den oprørske slægt Thott havde forbrudt sin ejendom, som derfor skulle tilfalde Kronen. Kongen gik nu målbevidst frem: snart lokkede han, snart truede han sig til indrømmelser: Mogens Ebbesen Galt mistede slottet Aalholm i 1466 og blev erstattet af en lavadelig foged, og på lignende måde er det nye kredse, der optræder på hovedlenene: Hindsgavl, Kalø, Riberhus, Aalborghus, Lundenæs. Hvor det hidtil var 5 store adelsslægter, som sad på halvdelen af pladserne i rigsrådet, dukker nu nye folk op. Kort sagt: kongen var ved at få indsat mere pålidelige folk. Men det skulle ikke vare ved: allerede i løbet af 1469 begyndte kongen at mildne sin politik: der udskrives nu atter skatter på almuen, og adelige kommer atter ind på slottene (omend omfattende en bredere kreds), og kongens kroniske pengetrang fik ham til atter at sætte len i pant.

### Handelspolitik
Christian blev den første konge, som brød med den lukkede handelspolitik. Umiddelbart viste han sig mere eftergivende over for hanseaterne og deres handelsindflydelse i Norden end nogen anden konge, hvilket især gik ud over Norge. Ustraffet kunne Hanseaterne dræbe både biskop Thorlaf af Bergen og den kongelige lensmand Oluf Nielsen, og ved besættelsen af de norske bispestole var Christian ofte uheldig.
I andre henseender var Christians handelspolitik mere fremadrettet. Netop i anden halvdel af 1400-tallet fik Nederlandene, England og Skotland en stadig voksende betydning for og rolle i Europas handel. Baggrunden var de store opdagelser. Nederlandene udviklede deres skibsbyggeri. Byerne voksede og dermed behovet for fødevarer: korn, kød og fisk samt træ til byggeri af skibe og huse. Dermed åbnedes nye handelsmuligheder. Endnu var Hanseforbundet med Lübeck i spidsen dominerende, men Nederlandene, England og Skotland var på vej frem. Det skulle derfor blive at stor betydning for hertugdømmet Slesvig, at Christian i 1461 tillod Amsterdam at handle direkte over Husum og Flensborg. I 1464 fik Christian I desuden sluttet en forsvars- og handelstraktat med det burgundiske rige, måske med henblik på støtte i kampen mod de svenske oprørere.
Da Christian i 1469 bortgiftede sin eneste datter, Margrete, til den skotske konge Jakob III, blev Orkney-øerne og også Shetlandsøerne pantsatte for medgiften, hvorved disse øer gik tabt for den norske krone. Til gengæld betød forbindelsen, at handel og skibsfart mellem de to lande voksede.

### Korstogsløfte
Allerede efter Konstantinopels fald i 1453 havde Christian lovet at tage på korstog, men blev forhindret. I 1471 mødtes imidlertid de nordeuropæiske fyrster på en rigsdag i Regensburg, og der foreslog Christians udsending et angreb på tyrkerne på tre fronter. Mens kejseren og de tyske fyrster skulle invadere osmannernes besiddelser på Balkan, skulle paven og de italienske bystater sejle over Adriaterhavet og angribe derfra, mens Christian selv skulle lede en stor hær fra hele Nord-Europa ned gennem Rusland direkte mod Jerusalem. Her støttede han sig også til en profeti af Birgitta af Vadstena, der var kåret til helgen i 1391, hvor hun påstod, at Jerusalem skulle befris af en kejser ved navn Fredrik og tallet tre, og af en konge ved navn Kristoffer (og det hed Christian også). Planen blev vel modtaget, og man blev enige om 24.april 1472 som afrejsedag for det nye korstog. Imidlertid havde Christian gjort regning uden svenskerne, der slet ikke ønskede nogen andel i hans projekt. Han ville så sørge for at få dem overtalt ved hjælp af en stor hær, men den led et nederlag i slaget ved Brunkebjerg uden for Stockholm 10.oktober 1471. Kongen indså det umulige i at forlade unionen i en lang periode for at kæmpe i en anden verdensdel, og selv om der blev gjort flere senere forsøg på at genoplive hans storstilede korstog, blev det aldrig til noget. I stedet for sendte han sammen med kong Alfons 5. af Portugal en fælles ekspedition til Grønland og Newfoundland i håb om at finde en snarvej til Indien. Portugisiske fiskere var på den tid ved at etablere sig i Nord-Atlanteren.

### Senere regeringstid og udlandsrejser
På trods af den økonomisk anstrengte situation tog Christian i 1474 ud på to dyre rejser til udlandet. Den 9. januar 1474 drog Christian og dronning Dorothea med et stort følge til Kejser Frederik 3. i Rothenburg ob der Tauber. Den 14. februar 1474 ophøjede kejseren grevskaberne Holsten og Stormarn til et hertugdømme. Det hidtil frie landskab Ditmarsken blev erklæret en del af det nye hertugdømme, men Christian fik ikke rigtig udbytte af dette, da ditmarskerne formåede at opretholde deres uafhængighed under resten af hans levetid.
I april rejste Christian over Innsbruck videre til Milano, hvor han opholdt sig en længere periode. Hans ophold i Lombardiet blev markeret ved udførelsen af en række kalkmalerier af Andrea Mantegna i Camera degli Sposi i Castello di San Giorgio i Mantua og af il Romanino i Castello di Malpaga nær Bergamo. Herfra rejste han videre til Rom. Han indgik en aftale med pave Sixtus IV, der gav ham tilladelse til at besætte de højeste kirkeembeder i Danmark og Sverige, samt åbne et universitet i København. Dette blev indviet i 1479. Derfra rejste han tilbage til kejseren i Nürnberg og derfra hjem til Holsten.
I efteråret 1474 rejste Christian på besøg hos hertug Karl den Dristige af Burgund, hvor han kom til at fungere som mægler i en strid mellem hertugen, som havde angrebet Kurfyrstendømmet Køln, og den tyske kejser. I 1476 blev der indgået en forlovelse mellem kejserens søn Maximilian og Karls datter (og eneste barn) Maria. Ved Karls død i 1477 kom Maximilian til at arve de burgundiske besiddelser, så Christian udførte et godt stykke arbejde. Han opholdt sig i Burgund i flere måneder, før han rejste videre til Nederlandene i begyndelsen af 1475.
Efter hjemkomsten lykkedes det Christian at få styr på den holstenske adel og at få eftergivet en del af den gæld, han havde til hertugdømmerne. Han udbyggede og forstærkede embedsapparatet og lod de fleste poster besætte med borgerlige.

### Egenskaber
Personlig var Christian en mand af smukt ydre og kæmpemæssig højde; han var øvet i alle ridderlige idrætter, og ved flere lejligheder viste han stort personligt mod, ikke mindst i Slaget på Brunkebjerg, hvor han selv blev såret. Hans evner som hersker synes mindre; de store fremskridt, han gjorde fra 1448 til 1460, skyldtes mere held end klogskab, og han forstod ikke at fastholde det vundne. Han stræbte mere efter ydre glans end efter virkelig magt, og hans finansstyrelse var overmåde uheldig; ikke uden grund kaldte svenskerne ham "den bundløse pung".
Det bør dog tilføjes, at en stor del af riget efterhånden kom i dronning Dorotheas besiddelse. Hun skaffede sig adskillige pantelen, og hun sad inde med begge hertugdømmer som formelt pant. Dermed var adelens magt stærkt svækket. Da Christian døde i 1481 blev det dronningen, som kom til at stå i spidsen for arvedelingen.

### Død og begravelse
Christian 1. udfærdigede sit testamente ca. et halvt år før sin død, der indtraf i en alder af 55 år den 21. maj 1481 på Københavns Slot. Noget langt sygeleje har der ikke været tale om, da han ca. 14 dage før dødsfaldet befandt sig i Malmø. Han blev begravet i Roskilde Domkirke, hvor han havde fået opført et nyt gravkapel til den nye oldenborgske slægt, kaldet Helligtrekongerskapellet. De hellige 3 konger var symbol på den danske, norske og svenske kongetrone. Kapellet skulle, ifølge et gavebrev udstedt af kongen og dronningen i 1459, have tre formål: dels naturligvis at huse deres og deres efterkommeres gravmonumenter, dels at rumme altre til afholdelse af sjælemesser og dels at være tilholdssted for et broderskab, som kongen tilsyneladende havde stiftet. Kapellet er fyldt med kalkmalerier fra ca. 1465, mens Christian og Dorotheas grave er markeret med et par enkle gravsten, da kapellet i sig selv skulle være deres gravmæle.

## Børn
Christian og Dorothea fik fem børn, hvoraf tre nåede voksenalderen:
| Navn     | Født                         | Død                 | Bemærkninger                            |
| -------- | ---------------------------- | ------------------- | --------------------------------------- |
| Oluf     | 19. eller 29. september 1450 | mellem 1453 og 1455 | levede endnu 10. maj 1453               |
| Knud     | 1451                         | 1455 (måske)        |                                         |
| Hans     | 2. februar 1455              | 20. februar 1513    | Konge af Danmark, Norge og Sverige      |
| Margrete | 23. juni 1456                | 14. juli 1486       | Gift 1469 med kong Jakob 3. af Skotland |
| Frederik | 7. oktober 1471              | 10. april 1533      | Konge af Danmark og Norge 1523-1533     |

## Anetavle
| \| \| \| \| \| \| \| \| \| \| \| \| \| Johan 2. af Oldenborg \| \| \| \| \| \| \| \| \| \| \| \| \| \| \| \| \| Konrad 1. af Oldenburg \| \| \| \| \| \| \| \| \| \| \| \| \| \| \| \| \| \| \| \| \| \| \| \| \| \| \| \| \| \| \| Hedvig af Diepholz \| \| \| \| \| \| \| \| \| \| \| \| \| \| \| \| \| \| \| \| \| \| \| \| \| Christian 5. af Oldenburg \| \| \| \| \| \| \| \| \| \| \| \| \| \| \| \| \| \| \| \| \| \| \| \| \| \| \| \| \| \| \| Gerhard 4. af Holsten (søn af Gerhard den Blinde og Ingeborg Valdemarsdatter af Sverige (sv) \| \| \| \| \| \| \| \| \| \| \| \| \| \| \| \| \| \| \| \| \| \| \| \| \| Ingeborg af Itzehoe \| \| \| \| \| \| \| \| \| \| \| \| \| \| \| \| \| \| \| \| \| \| \| \| \| \| \| \| \| \| \| Anastasia af Wittenberg \| \| \| \| \| \| \| \| \| \| \| \| \| \| \| \| \| \| \| \| \| \| \| \| \| Didrik den Lykkelige af Oldenburg \| \| \| \| \| \| \| \| \| \| \| \| \| \| \| \| \| \| \| \| \| \| \| \| \| \| \| \| \| \| \| Didrik 3. af Hohnstein-Klettenberg \| \| \| \| \| \| \| \| \| \| \| \| \| \| \| \| \| \| \| \| \| \| \| \| \| Didrik 5. af Hohnstein-Heringen \| \| \| \| \| \| \| \| \| \| \| \| \| \| \| \| \| \| \| \| \| \| \| \| \| \| \| \| \| \| \| Elisabeth af Waldeck \| \| \| \| \| \| \| \| \| \| \| \| \| \| \| \| \| \| \| \| \| \| \| \| \| Agnes af Hohnstein \| \| \| \| \| \| \| \| \| \| \| \| \| \| \| \| \| \| \| \| \| \| \| \| \| \| \| \| \| \| \| Magnus 1. af Braunschweig-Wolfenbüttel (de) (en efterkommer af Valdemar den Store) \| \| \| \| \| \| \| \| \| \| \| \| \| \| \| \| \| \| \| \| \| \| \| \| \| Sophie af Braunschweig \| \| \| \| \| \| \| \| \| \| \| \| \| \| \| \| \| \| \| \| \| \| \| \| \| \| \| \| \| \| \| Sophie af Brandenburg-Stendal \| \| \| \| \| \| \| \| \| \| \| \| \| \| \| \| \| \| \| \| \| \| \| \| Christian 1. \| \| \| \| \| \| \| \| \| \| \| \| \| \| \| \| \| \| \| \| \| \| \| \| \| \| \| \| \| \| \| Gerhard 3. af Holsten \| \| \| \| \| \| \| \| \| \| \| \| \| \| \| \| \| \| \| \| \| \| \| \| \| \| Henrik 2. af Holsten \| \| \| \| \| \| \| \| \| \| \| \| \| \| \| \| \| \| \| \| \| \| \| \| \| \| \| \| \| \| \| Sophie af Mecklenburg-Werle (datter af Nikolaus II af Mecklenburg-Werle (en) og Richiza af Danmark) \| \| \| \| \| \| \| \| \| \| \| \| \| \| \| \| \| \| \| \| \| \| \| \| \| Gerhard 6. af Holsten \| \| \| \| \| \| \| \| \| \| \| \| \| \| \| \| \| \| \| \| \| \| \| \| \| \| \| \| \| \| \| Albrekt 2. af Mecklenburg \| \| \| \| \| \| \| \| \| \| \| \| \| \| \| \| \| \| \| \| \| \| \| \| \| Ingeborg af Mecklenburg \| \| \| \| \| \| \| \| \| \| \| \| \| \| \| \| \| \| \| \| \| \| \| \| \| \| \| \| \| \| \| Eufemia af Sverige (datter af Erik Magnusson og Ingeborg af Norge (no) \| \| \| \| \| \| \| \| \| \| \| \| \| \| \| \| \| \| \| \| \| \| \| \| \| Hedevig af Holsten \| \| \| \| \| \| \| \| \| \| \| \| \| \| \| \| \| \| \| \| \| \| \| \| \| \| \| \| \| \| \| Magnus 1. af Braunschweig-Wolfenbüttel (de) (en efterkommer af Valdemar den Store) \| \| \| \| \| \| \| \| \| \| \| \| \| \| \| \| \| \| \| \| \| \| \| \| \| Magnus 2. af Braunschweig-Lüneburg \| \| \| \| \| \| \| \| \| \| \| \| \| \| \| \| \| \| \| \| \| \| \| \| \| \| \| \| \| \| \| Sophie af Brandenburg-Stendal \| \| \| \| \| \| \| \| \| \| \| \| \| \| \| \| \| \| \| \| \| \| \| \| \| Elisabeth af Braunschweig \| \| \| \| \| \| \| \| \| \| \| \| \| \| \| \| \| \| \| \| \| \| \| \| \| \| \| \| \| \| \| Bernhard 3. af Anhalt-Bernburg \| \| \| \| \| \| \| \| \| \| \| \| \| \| \| \| \| \| \| \| \| \| \| \| \| Katharina af Anhalt-Bernburg \| \| \| \| \| \| \| \| \| \| \| \| \| \| \| \| \| \| \| \| \| \| \| \| \| \| \| \| \| \| \| Agnes af Sachsen-Wittenberg \| \| \| \| \| \| \| \| \| \| \| \| \| \| \| \| \| \| \| \| \| \| \| |                                    |  |                       | |  |  |  |  |  |  |  |                       |
| |                                    |  |                       | |  |  |  |  |  |  |  | Johan 2. af Oldenborg |
| |                                    |  |                       | |  |  |  |  |  |  |  |                       |
| | Konrad 1. af Oldenburg             |  |                       | |  |  |  |  |  |  |  |                       |
| |                                    |  |                       | |  |  |  |  |  |  |  |                       |
| |                                    |  |                       | Hedvig af Diepholz                                                                                  |  |  |  |  |  |  |  |                       |
| |                                    |  |                       | |  |  |  |  |  |  |  |                       |
| | Christian 5. af Oldenburg          |  |                       | |  |  |  |  |  |  |  |                       |
| |                                    |  |                       | |  |  |  |  |  |  |  |                       |
| |                                    |  |                       | Gerhard 4. af Holsten (søn af Gerhard den Blinde og Ingeborg Valdemarsdatter af Sverige (sv)        |  |  |  |  |  |  |  |                       |
| |                                    |  |                       | |  |  |  |  |  |  |  |                       |
| | Ingeborg af Itzehoe                |  |                       | |  |  |  |  |  |  |  |                       |
| |                                    |  |                       | |  |  |  |  |  |  |  |                       |
| |                                    |  |                       | Anastasia af Wittenberg                                                                             |  |  |  |  |  |  |  |                       |
| |                                    |  |                       | |  |  |  |  |  |  |  |                       |
| | Didrik den Lykkelige af Oldenburg  |  |                       | |  |  |  |  |  |  |  |                       |
| |                                    |  |                       | |  |  |  |  |  |  |  |                       |
| |                                    |  |                       | Didrik 3. af Hohnstein-Klettenberg                                                                  |  |  |  |  |  |  |  |                       |
| |                                    |  |                       | |  |  |  |  |  |  |  |                       |
| | Didrik 5. af Hohnstein-Heringen    |  |                       | |  |  |  |  |  |  |  |                       |
| |                                    |  |                       | |  |  |  |  |  |  |  |                       |
| |                                    |  |                       | Elisabeth af Waldeck                                                                                |  |  |  |  |  |  |  |                       |
| |                                    |  |                       | |  |  |  |  |  |  |  |                       |
| | Agnes af Hohnstein                 |  |                       | |  |  |  |  |  |  |  |                       |
| |                                    |  |                       | |  |  |  |  |  |  |  |                       |
| |                                    |  |                       | Magnus 1. af Braunschweig-Wolfenbüttel (de) (en efterkommer af Valdemar den Store)                  |  |  |  |  |  |  |  |                       |
| |                                    |  |                       | |  |  |  |  |  |  |  |                       |
| | Sophie af Braunschweig             |  |                       | |  |  |  |  |  |  |  |                       |
| |                                    |  |                       | |  |  |  |  |  |  |  |                       |
| |                                    |  |                       | Sophie af Brandenburg-Stendal                                                                       |  |  |  |  |  |  |  |                       |
| |                                    |  |                       | |  |  |  |  |  |  |  |                       |
| Christian 1. |                                    |  |                       | |  |  |  |  |  |  |  |                       |
| |                                    |  |                       | |  |  |  |  |  |  |  |                       |
| |                                    |  | Gerhard 3. af Holsten | |  |  |  |  |  |  |  |                       |
| |                                    |  |                       | |  |  |  |  |  |  |  |                       |
| | Henrik 2. af Holsten               |  |                       | |  |  |  |  |  |  |  |                       |
| |                                    |  |                       | |  |  |  |  |  |  |  |                       |
| |                                    |  |                       | Sophie af Mecklenburg-Werle (datter af Nikolaus II af Mecklenburg-Werle (en) og Richiza af Danmark) |  |  |  |  |  |  |  |                       |
| |                                    |  |                       | |  |  |  |  |  |  |  |                       |
| | Gerhard 6. af Holsten              |  |                       | |  |  |  |  |  |  |  |                       |
| |                                    |  |                       | |  |  |  |  |  |  |  |                       |
| |                                    |  |                       | Albrekt 2. af Mecklenburg                                                                           |  |  |  |  |  |  |  |                       |
| |                                    |  |                       | |  |  |  |  |  |  |  |                       |
| | Ingeborg af Mecklenburg            |  |                       | |  |  |  |  |  |  |  |                       |
| |                                    |  |                       | |  |  |  |  |  |  |  |                       |
| |                                    |  |                       | Eufemia af Sverige (datter af Erik Magnusson og Ingeborg af Norge (no)                              |  |  |  |  |  |  |  |                       |
| |                                    |  |                       | |  |  |  |  |  |  |  |                       |
| | Hedevig af Holsten                 |  |                       | |  |  |  |  |  |  |  |                       |
| |                                    |  |                       | |  |  |  |  |  |  |  |                       |
| |                                    |  |                       | Magnus 1. af Braunschweig-Wolfenbüttel (de) (en efterkommer af Valdemar den Store)                  |  |  |  |  |  |  |  |                       |
| |                                    |  |                       | |  |  |  |  |  |  |  |                       |
| | Magnus 2. af Braunschweig-Lüneburg |  |                       | |  |  |  |  |  |  |  |                       |
| |                                    |  |                       | |  |  |  |  |  |  |  |                       |
| |                                    |  |                       | Sophie af Brandenburg-Stendal                                                                       |  |  |  |  |  |  |  |                       |
| |                                    |  |                       | |  |  |  |  |  |  |  |                       |
| | Elisabeth af Braunschweig          |  |                       | |  |  |  |  |  |  |  |                       |
| |                                    |  |                       | |  |  |  |  |  |  |  |                       |
| |                                    |  |                       | Bernhard 3. af Anhalt-Bernburg                                                                      |  |  |  |  |  |  |  |                       |
| |                                    |  |                       | |  |  |  |  |  |  |  |                       |
| | Katharina af Anhalt-Bernburg       |  |                       | |  |  |  |  |  |  |  |                       |
| |                                    |  |                       | |  |  |  |  |  |  |  |                       |
| |                                    |  |                       | Agnes af Sachsen-Wittenberg                                                                         |  |  |  |  |  |  |  |                       |
| |                                    |  |                       | |  |  |  |  |  |  |  |                       |